# 法威爾 (加利福尼亞州)
法威爾（英語：Farwell）是位於美國加利福尼亞州阿拉米達縣的一個非建制地區。該地的面積和人口皆未知。

## 地理
法威爾的座標為37°35′54″N 121°56′43″W / 37.59833°N 121.94528°W，而該地的平均海拔高度為68米（即223英尺）。